# Bryn Davies
Brinley Howard Bryn Davies, baron Davies de Brixton (né le 17 mai 1944) est un syndicaliste, actuaire et homme politique britannique qui dirige l'Inner London Education Authority au début des années 1980.

## Biographie
Davies est diplômé de l'Université de Hull et obtient son diplôme d'actuaire. Il travaille dans le secteur des retraites et devient membre de l'Institute of Actuaries en 1974. Il travaille pour le Congrès des syndicats comme responsable des retraites à partir de cette année, conseillant les syndicats membres sur les retraites professionnelles et publiques. Il est également élu au Lambeth London Borough Council à partir de 1978, où il est chef adjoint.
Au début de 1980, l'occasion se présente pour lui de se lancer dans la politique à l'échelle de Londres lors d'une élection partielle pour le Greater London Council à Vauxhall, qu'il remporte facilement en tant que candidat travailliste  et adhère à l'aile gauche de Ken Livingstone.
Les élections de 1981 apportent une nouvelle majorité de gauche à Londres. Le 9 mai 1981, Davies est choisi pour être le nouveau chef de l'ILEA lors de l'assemblée générale annuelle de l'ILEA Labour Group, évinçant Ashley Bramall par 21 voix contre 15. Bramall, qui a été chef pendant les onze années précédentes, aurait aimé rester. Frances Morrell devient chef adjointe, remplaçant Mair Garside. L'aile droite travailliste estime que cette prise de contrôle a été brutale et plusieurs d'entre eux décident de rendre la vie difficile à la nouvelle administration.
L'une des premières décisions prises sous le contrôle de Davies est d'autoriser les enseignants du GLC à participer à la Marche du peuple pour l'emploi, une manifestation contre le chômage, mais une rébellion des conseillers travaillistes de l'aile droite a fait échouer le plan. L'ILEA poursuit la politique de compréhension et l'intensifie en mettant fin au « streaming » au sein des écoles et en insistant pour que les écoles de l'Église mettent également fin à toute sélection. Les premières priorités de Davies sont une réduction du prix des repas scolaires, qu'il impose finalement malgré les défaites causées par les rébellions travaillistes et les efforts pour le faire déclarer illégal.
Le budget de l'ILEA augmente de 14% la première année tandis que les conservateurs critiquent à l'échelle nationale le coût de la scolarité sous ILEA qui est le plus élevé du pays. Margaret Thatcher s'oppose à l'ILEA lorsqu'elle est secrétaire à l'Éducation du gouvernement Heath. Cependant, Davies ne voit pas l'abolition de l'ILEA, car son adjointe Frances Morrell utilise ses relations au sein du GLC Women's Group pour le destituer en avril 1983. Il reste un membre d'arrière-ban, à l'aile gauche en soutenant la stratégie, par la suite considérée comme illégale, de refuser de fixer un taux GLC en guise de protestation contre le plafonnement des taux.
En 1985 il revient comme directeur des retraites et consultants en recherche d'investissement. Plus tard cette année-là, il est nommé actuaire de recherche à Bacon et Woodrow  et démissionne du GLC et de l'ILEA. En 1989, il crée Union Pension Services Ltd., une société de conseil en pensions professionnelles spécialisée dans les pensions dans les syndicats.
Davies est fait baron dans les honneurs de dissolution de 2019 par le chef du parti travailliste. Il prononce son premier discours le 25 novembre 2020.